# Corfe Castle (by)
Corfe Castle är en by och en civil parish i Dorset i England. Orten har 1 355 invånare (2011). Byn nämndes i Domedagsboken (Domesday Book) år 1086, och kallades då Castellum.
Strax utanför byn finns borgruinen Corfe Castle.